# Icoaraci
Icoaraci (do tupi: "sol do rio") é um dos oito distritos que formam o município paraense de Belém (capital do estado brasileiro do Pará), e está situado a uma distancia rodoviária aproximada de 20 km da capital estadual (tempo de viagem de 44 minutos de duração), no final da rodovia Augusto Montenegro - o antigo Ramal do Pinheiro da então Ferrovia Belém-Bragança criado em 1906 que ligava o centro de Belém à Icoaraci. O distrito é conhecido pelo apelido de Vila Sorriso, que era chamada Vila de São João de Pinheiro.
O distrito de Icoaraci possui uma população estimada de 167 035 habitantes (IBGE 2010). Localiza-se próximo à ilha de Caratateua (Outeiro), que possui acesso por barco no porto da 7ª rua e por ponte (1° 16' 46.7" S 48° 26' 33.6" O). Também é possível a partir de Icoaraci, pegar balsas diárias para ilha do Marajó e barcos para ilha de Cotijuba (sem ligação terrestre).
Seu núcleo original, a partir do qual expandiu-se, guarda popularmente os termos "ruas", que são chamadas cotidianamente pela sua ordem de fundação: 1ª rua, 2ª, e assim até chegar na 7ª rua.

## Toponomia
O topônimo "icoaraci" é um termo de origem tupi, que em português representa "sol do rio", ou "águas ensolaradas", “de frente ao sol”, a partir da junção de y (água, rio), kó (esse/essa) ara (o dia) e sy (mãe ou origem) –o termo kûarasy significa "essa origem do dia", "essa mãe do dia" ou simplesmente "o sol"–. Mas segundo Heliana Brito de Franco (1997) o termo pode representar “mãe de todas as águas”.

## História
Icoaraci é um dos oito distritos que formam Belém do Pará, um município inicialmente criado como o povoado colonial Feliz Lusitânia no território tupinambá Mairi (atuais estados brasileiros do Amapá, Pará e, Maranhão), na foz do igarapé do Piry (ou Bixios do Pirizal) com à margem da Baía do Guajará, onde residiam os índios Tupinambás e Pacajás (um entreposto comercial do cacicado marajoara). Quando o capitão Francisco Castelo Branco, a mando do rei da União Ibérica (durante a Dinastia Filipina Dom Manuel) foi enviado para defender a Amazônia dos estrangeiros, que disputavam o território das drogas do sertão, e para também colonizar o Império das Amazonas. Assim, em 12 de janeiro de 1616, este fundou um fortim em madeira então denominado Forte do Presépio (atual Forte do Castelo) iniciando o povoado.
Inicialmente o núcleo do atual distrito remonta do início do século XVII, a região localizada entre o Igarapé Paracuri e o furo do Maguari foram doada, por Carta de Sesmaria a Sebastião Gomes de Souza. Assim para povoa-lo, construiu as primeiras casas e a cavaleiro do rio. Mas logo doou a região para a Ordem dos Frades Carmelitas dos Pés Calçados, onde fundaram duas Fazendas: a São João do Pinheiro, na Ponta do Mel, e a Nossa Senhora do Livramento, no Igarapé Paracuri, e fundaram também uma olaria (local com abundancia de argila) e à extração de laterita ("Pedra Pará") para a criação de gado. E em 1750, a vila de casas da fazenda Pinheiro foi chamada de Santa Isabel do Pinheiro. Em seguida, no século XIX as ordens religiosas foram expulsas da Amazônia, e o residente da Província Francisco Soares D'Andréia comprou a região de Pinheiro, transformando-a em lazareto da Santa Casa de Misericórdia.
Foi também chamado de Fazenda Pinheiro, e então em 1869 foi transformado o povoado de Santa Isabel e, foram abertas sete ruas paralelas à baía do Guajará.
No século XIX, foi chamada de Vila de São João de Pinheiro, um local que as famílias procuravam o refugio na natureza. No final deste século, as famílias mais influentes de Belém construiram casas de veraneio no local, mas o fluxo intensificou-se em 1906 com a inauguração da antiga Estação Pinheiro, o ponto final do ramal da Ferrovia Belém-Bragança.

## Economia
A economia de Icoaraci é baseada em um parque industrial que abriga, principalmente, os ramos de pesca, madeira, marcenaria e palmito. Outro polo econômico do distrito é a feira da Oito de Maio, situada no bairro da Campina, uma feira a céu aberto das mais movimentadas de Belém, sendo a mais frequentada de Icoaraci, além de três grandes armazéns na entrada de Icoaraci vindo pela rodovia Augusto Montenegro, os chamados "atacarejos", uma mistura de venda no atacado e varejo de gêneros alimentícios.
Mas Icoaraci se destaca mesmo é como importante polo de artesanato em cerâmica, instalado precisamente no bairro do Paracuri, onde encontra-se 80 olarias envolvendo cerca de 220 ceramistas que produzem réplicas de vasos típicos de antigas nações indígenas, principalmente marajoara e tapajônica (grafismo marajoara e tapajjoara), a partir de peças catalogadas pelo Museu Emílio Goeldi. O que garante ao lugar imensurável importância, sobretudo cultural, mais até do que econômica, não só para Belém ou para o Pará, mas para a região amazônica, já que também é lar de diversos grupos folclóricos de danças típicas (Asa-Branca, Vaiangá, Balé Folclórico da Amazônia, Grupo de Expressões Culturais Art Marajoara), de músicos (Mestre Verequete, Nazaré Pereira) e do poeta Antônio Tavernard, que lá viveram, entre outros expoentes da arte amazônica que ainda lá vivem, como Mestre Cardoso (ceramista) e professora Etelvina (dança folclórica), ambos pioneiros na arte em que atuam.
Possui boa estrutura elétrica e de telecomunicação, além de estrutura de serviços como bancos, hospitais, fórum, cartório, supermercados, vários colégios, igrejas, além de serviços de taxi, serviços de transporte de passageiros por aplicativos e serviço moto taxi, Icoaraci mantém-se como importante centro para onde convergem pequenos municípios ribeirinhos e bairros próximos.
O turismo é forte na "Vila Sorriso", com a exposição da cerâmica indígena na Praça São Sebastião, bem na orla banhada pela Baia de Guajará, onde o visitante é bem servido por um polo gastronômico composto da típica culinária paraense (tacacá, maniçoba, pato-no-tucupi), com destaque para a caldeirada com frutos dos rios amazônicos, seja nos restaurantes, seja nos quiosques que circundam a Praia do Cruzeiro, ou uma simples água de coco no Pontão ao se apreciar o pôr do sol, sugestionado pelo próprio nome tupi Ico-araci (onde o sol repousa).

## Bairros
O distrito compreende aos bairros:  Águas Negras, Agulha, Campina de Icoaraci, Cruzeiro, Maracacuera, Paracuri, Parque Guajará, Xiteua, Recanto Verde, COHAB, Ponta Grossa e Tenoné, além de vários residenciais. O acesso ao distrito pela Av. Augusto Montenegro tem como porta de entrada o bairro do Tenoné. A partir do centro de Belém também é possível acessar o distrito pela rodovia Arthur Bernardes, tendo como porta de entrada o bairro do Paracuri.

## Pontos turísticos

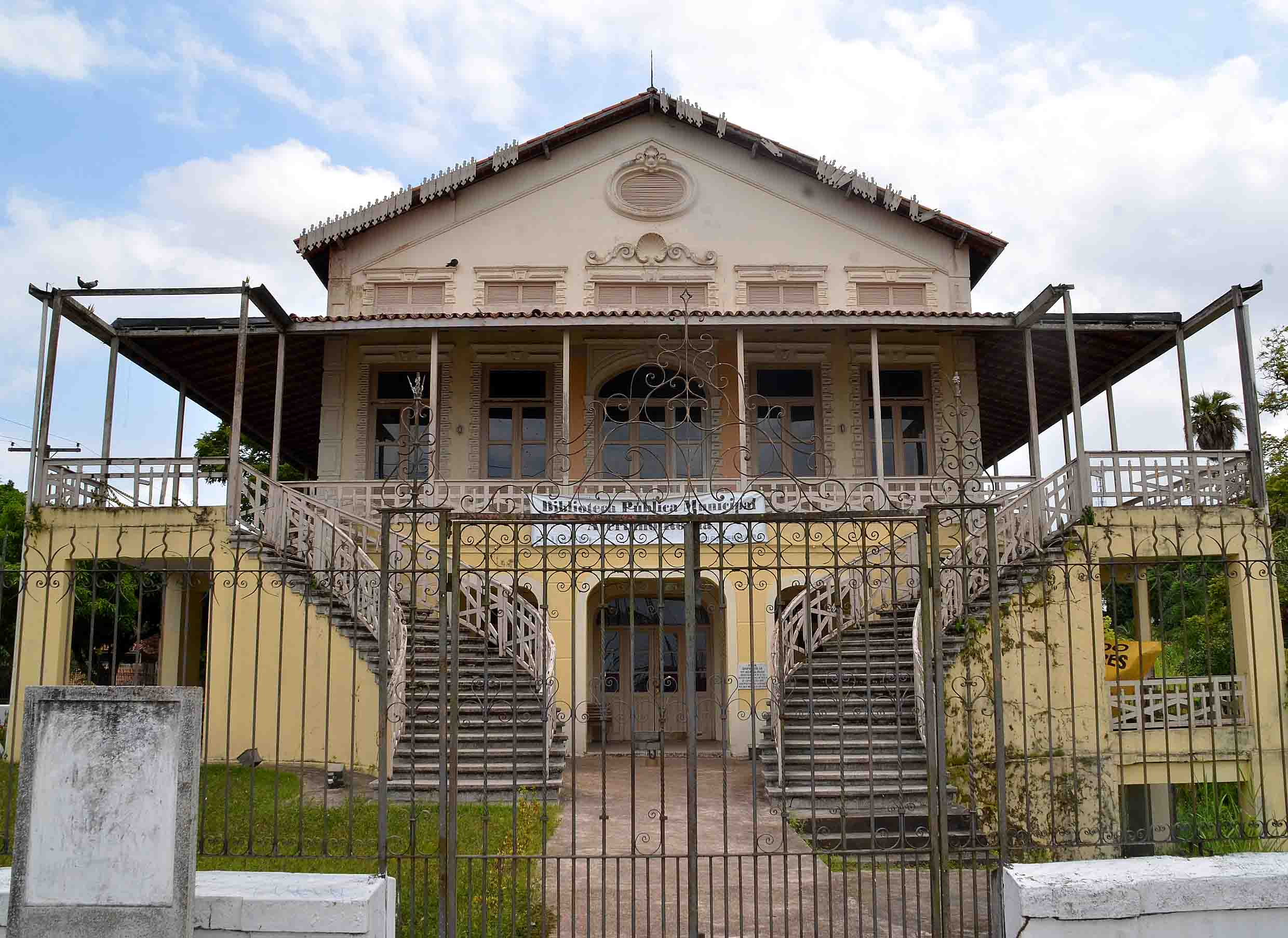
Biblioteca Municipal Avertano Rocha, um dos pontos turísticos do município.

Orla de Icoaraci: a principal atração turística do distrito. O distrito de Icoaraci transpira a história da capital paraense e, até hoje, é ponto certo de turistas e paraenses que procuram um lugar agradável para relaxar em contato com a natureza, com charme bucólico.
- Orla de Icoaraci
- Praia do Cruzeiro
- Feira de Artesanato do Paracuri
- Museu de Artes Populares
- Biblioteca Municipal Avertano Rocha
- Ilha do Outeiro
- Ilha do Cotijuba
- Cooperativa dos Artesãos - COART
- Estação Cultural de Icoaraci (2019, Antiga Estação Ferroviária de Pinheiro)[27][28]

## Acesso
- Rodovia Augusto Montenegro
- Rodovia Artur Bernardes

## Ruas

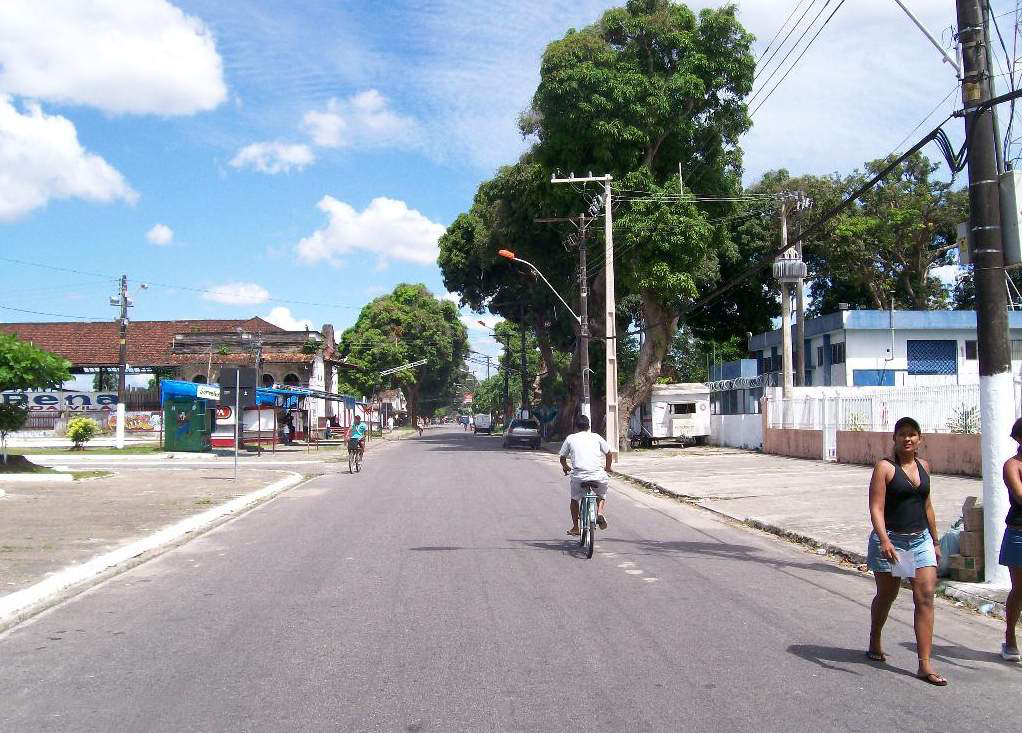
Rua Padre Júlio Maria

- Avenida Dr. Lopo de Castro (antiga Travessa Cristovão Colombo)
- Travessa Siqueira Mendes (1ª Rua)
- Estrada do Outeiro
- Rua 8 de Maio
- Rua 15 de Agosto (4ª Rua)
- Rua Coronel Juvêncio Sarmento (5ª Rua)
- Rua Manoel Barata (2ª Rua)
- Rua Padre Júlio Maria (3ª Rua)
- Rua Santa Izabel (6ª Rua)
- Rua 2 de Dezembro (7ª Rua)
- Travessa dos Berredos
- Travessa Itaboraí
- Travessa Moura Carvalho
- Travessa São Roque
- Travessa Souza Franco
- Travessa Soledade
- Rua Chico Mendes (Bairro: Paracuri II)
- Rua Tiradentes (Bairro: Paracurí II)
- Rua Castelo Branco (Bairro: Paracurí II)
- Passagem Ferreira (Bairro: Paracurí II)

## Cultura
Estão localizados no distrito de Icoaraci os seguintes centros culturais:
- Biblioteca Municipal Avertano Rocha
- Museu de Artes Populares
- Liceu Escola de Artes e Ofícios do Paracuri "Mestre Raimundo Cardoso"
- Estação Cultural de Icoaraci (Antiga Estação Ferroviária de Pinheiro)

## Galeria de Fotos

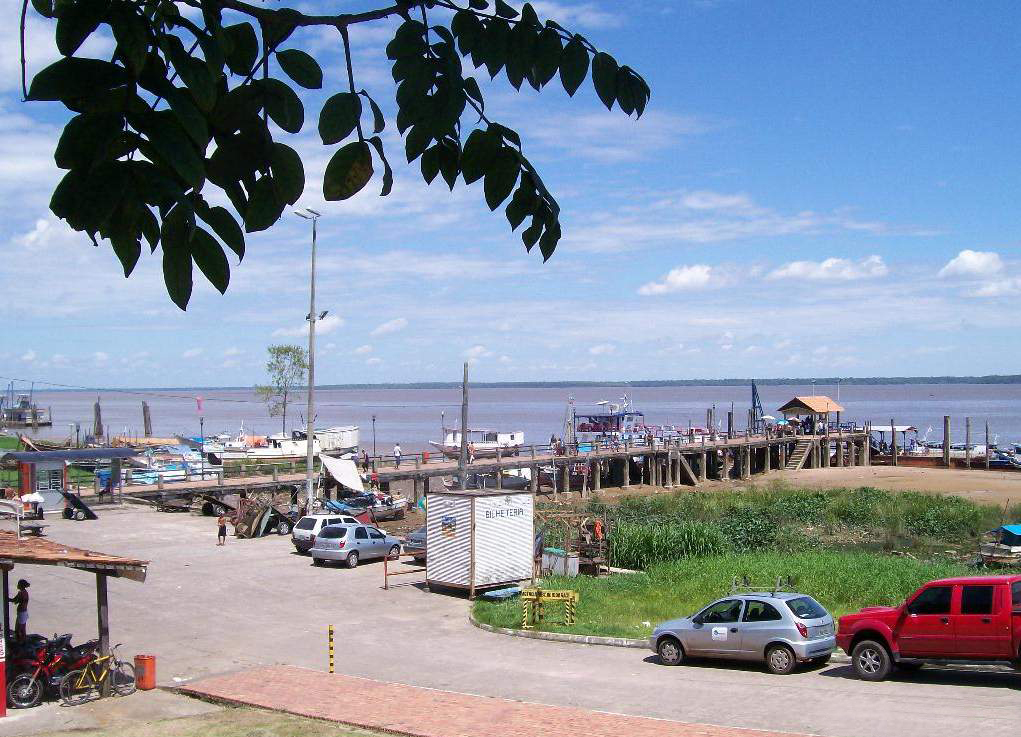
Porto de Icoaraci.
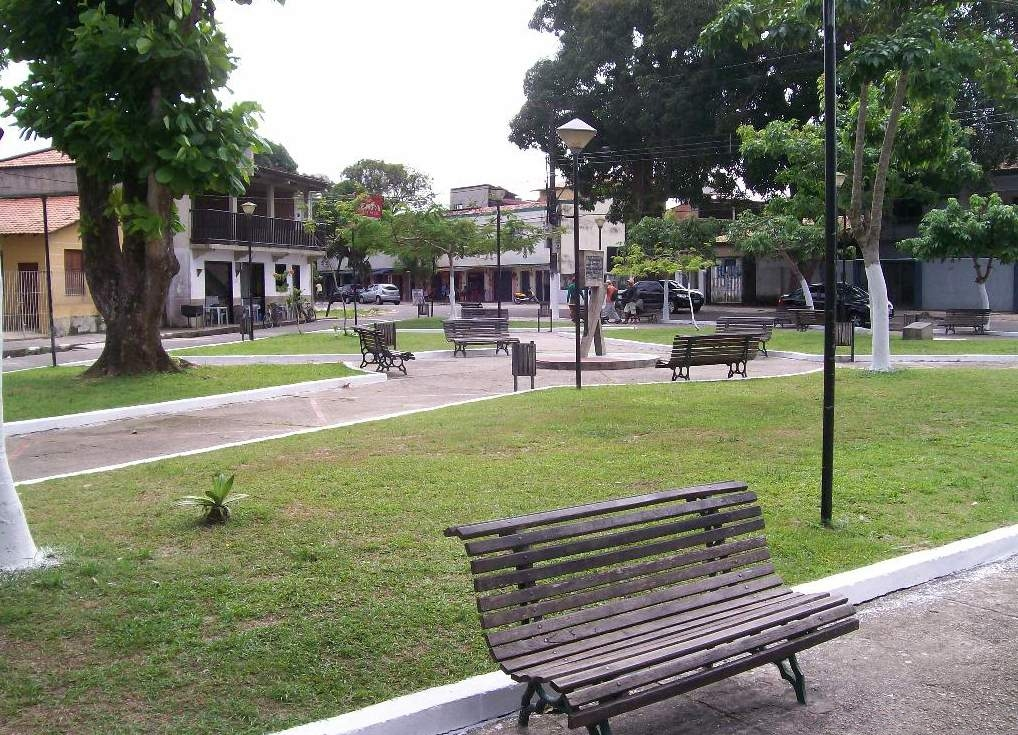
Pracinha da Delegacia.
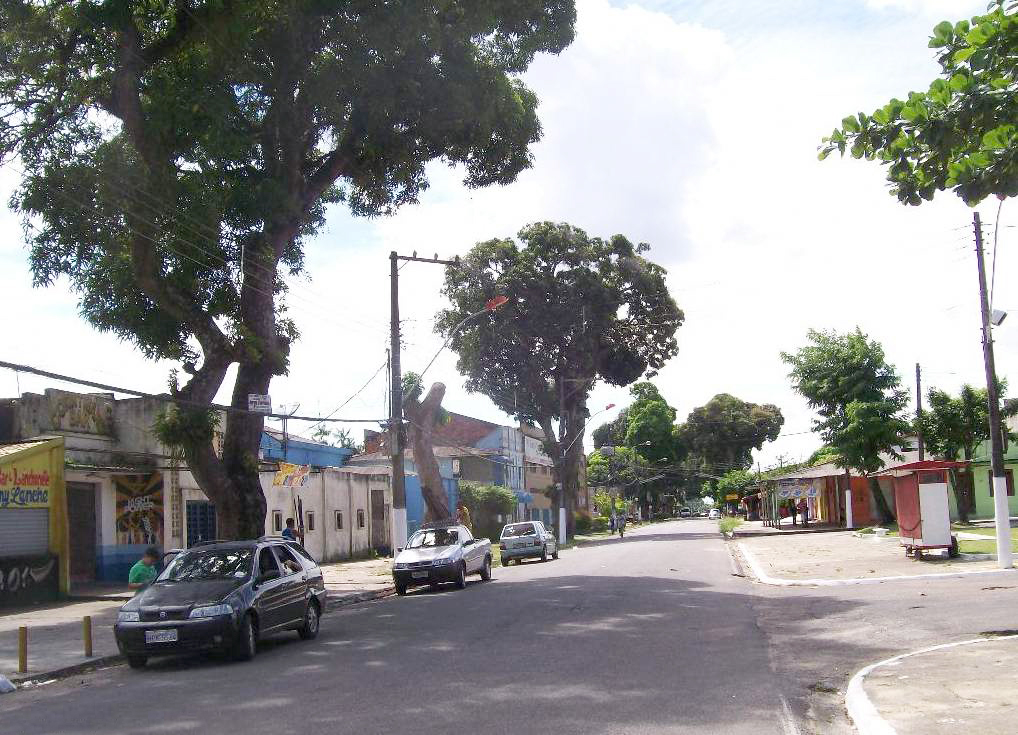
Rua Padre Júlio Maria.
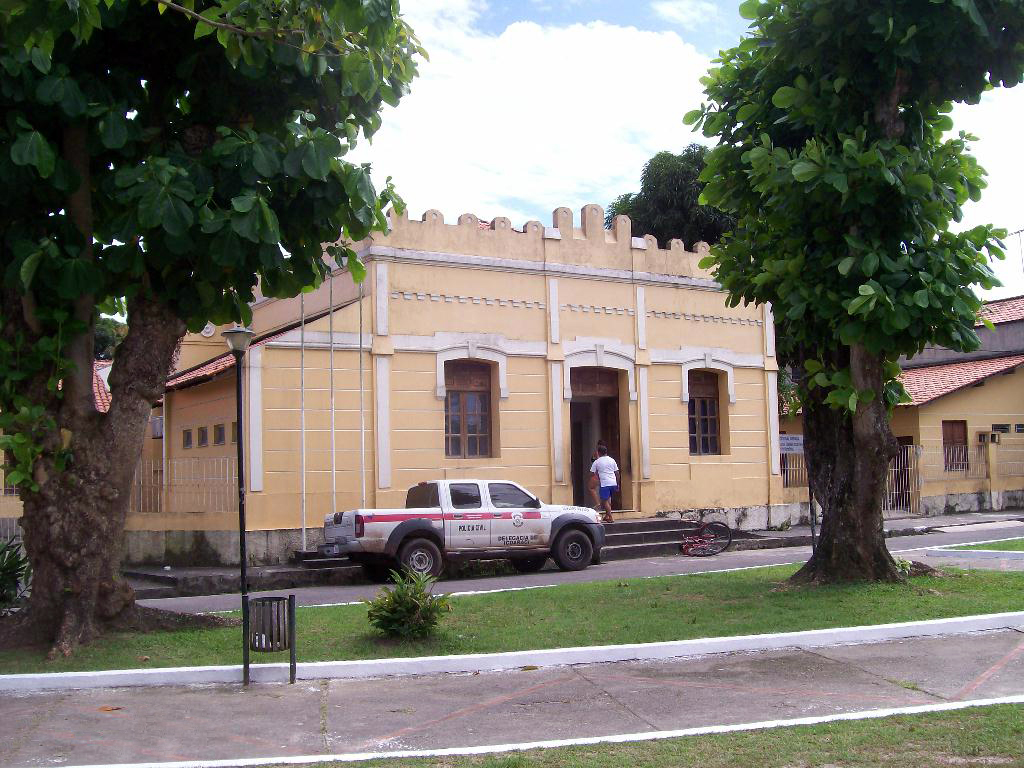
Delegacia de Icoaraci.
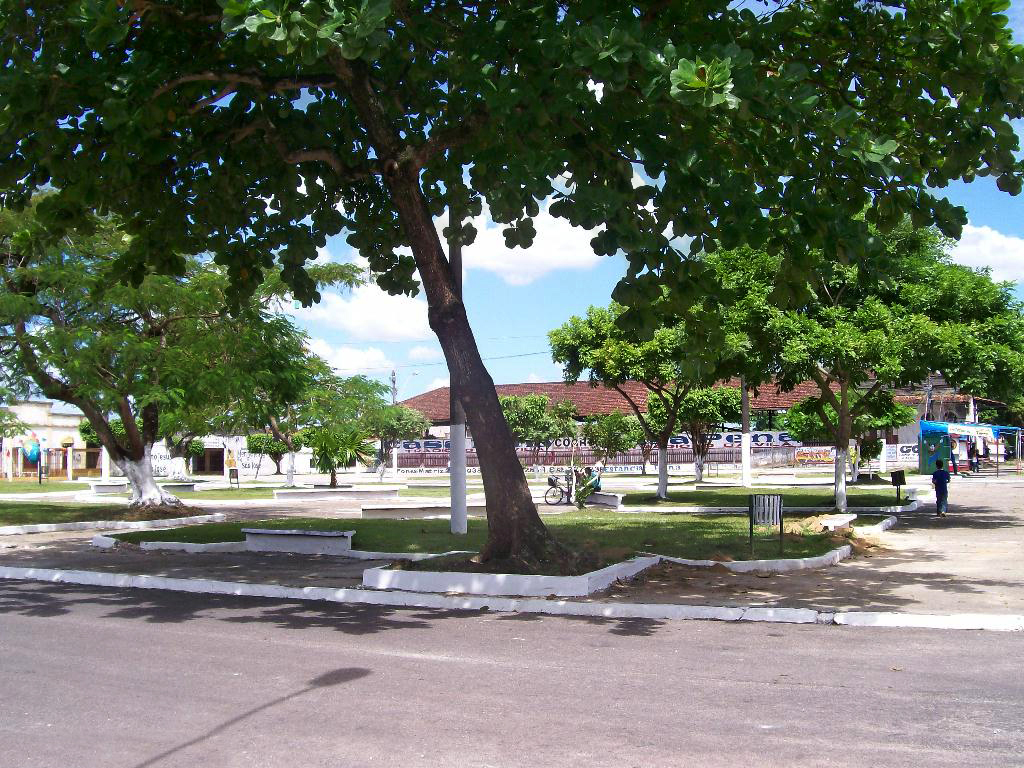
Praça da Igreja São João Batista.